# Franz Mangoldt
Franz Joseph Mangoldt (ur. ok. 1695 w Brnie, zm. 1761) – niemiecki rzeźbiarz, aktywny w Czechach i na Dolnym Śląsku.

## Życiorys
Twórczość Mangoldta cechuje znaczny wpływ czołowego czeskiego rzeźbiarza baroku Ferdinanda Maximiliana Brokofa. Do Wrocławia przybył z Brna około 1720. Na Dolnym Śląsku współpracował początkowo z Christophorusem Tauschem, później założył swój warsztat, przyjął uczniów i tworzył samodzielnie.

## Główne prace

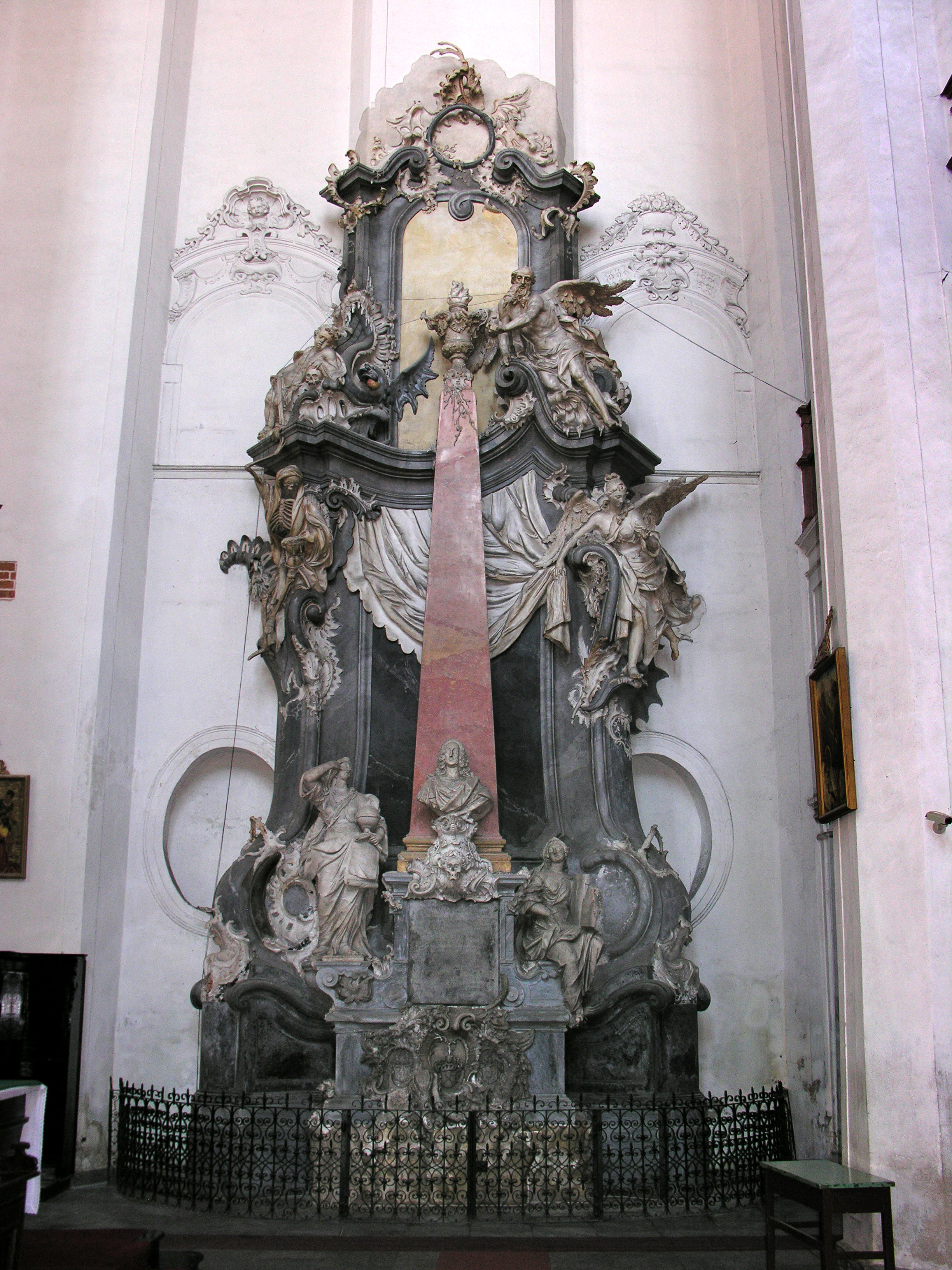
Nagrobek barona Spätgena w kościele św. Doroty we Wrocławiu

- rzeźby Sali Książęcej i ogrodu opackiego opactwa cysterskiego w Lubiążu
- Gmach Uniwersytetu Wrocławskiego:
  - Rzeźby kaplicy św. Franciszka Ksawerego i ambony w kościele uniwersyteckim
  - Rzeźby Aula Leopoldina, w tym główna grupa rzeźbiarska przedstawiająca cesarzy, fundatorów Uniwersytetu.
  - Rzeźby wieży astronomicznej z 1733
- Grupa Zwiastowania (przed 1735) z ołtarza bocznego Kościoła Najświętszej Marii Panny na Piasku obecnie w Muzeum Narodowym we Wrocławiu.
- rokokowy nagrobek barona Spätgena z 1752–53 w kościele franciszkańskim we Wrocławiu
- Część rzeźb kaplicy bł. Czesława w kościele dominikańskim we Wrocławiu
- rzeźbiarski wystrój i koncepcja głównego ołtarza bazyliki w Trzebnicy z 1745, wystrój rzeźbiarski prezbiterium, ambona tegoż kościoła.
- rzeźby w kościele św. Marcina w Sicinach

Dzieła prawdopodobnie wykonane przez Mangoldta:
- rzeźba św. Floriana z około 1760 z fasady kościoła św. Floriana w Krakowie
- ambona kościoła św. Piotra i Pawła w Tyńcu